# Třída P21
Třída P21 je třída pobřežních hlídkových člunů ozbrojených sil Malty. Mezi jejich hlavní úkoly patří hlídkování a záchranné mise. Celkem byly postaveny čtyři jednotky této třídy. Všechny jsou stále v aktivní službě.

## Stavba
Všechny čtyři čluny postavila australská loděnice Austal. Plavidla byla objednána 18. února 2009. Stavba přitom byla kofinancována z fondů EU. Stavba probíhala od roku 2009. Do služby byla plavidla nasazena dne 18. března 2010.

## Konstrukce
Plavidla jsou vyrobena z hliníkových slitin. Jsou vybavena navigačním radarem. Na zádi nesou 3,5metrový inspekční člun RHIB. Posádka je vyzbrojena kulomety a vodním dělem. Pohonný systém tvoří dva diesely MAN D2842 LE 410, každý o výkonu 809 kW. Nejvyšší rychlost dosahuje 26 uzlů.